# 王宝禮
王 宝禮（おう ほうれい、1960年-　）は、日本の歯学者・歯科医師。歯学博士（北海道大学）。
大阪府出身。東日本学園大学（現・北海道医療大学）歯学部卒業。
1990年北海道大学大学院歯学研究科博士課程修了。1990年北海道大学歯学部予防歯科科学講座助手。1992年アメリカ・フロリダ大学歯学部口腔生物学講座助手。1995年4月大阪歯科大学歯学部薬理学講座講師。
1995年9月北海道大学より歯学博士の学位を取得。その後、大阪歯科大学歯学部薬理学講座助教授を経て、2002年松本歯科大学歯学部歯科薬理学講座教授・同大学院硬組織疾患制御再建学講座教授。2008年松本歯科大学附属病院歯科漢方外来歯科医師を兼任。2010年大阪歯科大学歯学部歯科医学教育開発室教授。その後、大阪歯科大学細菌学講座教授。
2013年学術奨励賞受賞。
この他に、日本歯科東洋医学会理事・指導医、日本口腔内科学研究会会長なども務める。
家族として、父に中国出身の医師で医学博士の王龍三がいる。

## 主著
- 『唾液　歯と口腔の健康』エドガー・W・Mほか共著/渡部茂ほか共訳、医歯薬出版、1997年初版/2014年第3版
- 『CBTナビゲーター』学建書院、2005年初版/2006年第2版
- 『テェアサイドの漢方診療ハンドブック』共著、医歯薬出版、2006年
- 『くすりが生きる歯周病サイエンス』編著、デンタルダイヤモンド社、2007年
- 『薬理学』共編、医歯薬出版、2008年
- 『口腔疾患別漢方診療ハンドブック』共著、医歯薬出版、2012年
- 『多職種協働チーム先制医療での口腔ケアFAQ50』共著、一世出版、2016年